# Zhengzhou Commodity Exchange
Die Zhengzhou Commodity Exchange (ZCE; Chinesisch: 郑州商品交易所) wurde 1990 gegründet und ist eine Wertpapier- und Derivatebörse in Zhengzhou. Sie ist eine der vier Terminbörsen in China. Die ZCE steht unter der Leitung und Aufsicht der China Securities Regulatory Commission (CSRC). Die ZCE ist Mitglied der China Futures Association und der World Federation of Exchanges.

## Produkte
Die ZCE ist spezialisiert auf Futures von landwirtschaftlichen und chemischen Produkten, darunter weißer Hartweizen, stark glutenhaltiger Weizen, Zucker, Baumwolle, Rapsöl und PTA, ein chemisches Produkt auf Erdölbasis.

## Geschichte
Die Zhengzhou Commodity Exchange war der erste experimentelle Terminmarkt, der am 12. Oktober 1990 vom Staatsrat genehmigt wurde. Die ZCE, die mit dem Handel mit Terminkontrakten begann, startete am 28. Mai 1993 ihre ersten Terminkontrakte für fünf landwirtschaftliche Produkte – Weizen, Mais, Sojabohnen, grüne Bohnen und Sesam. 1988 wurde die Forschungsgruppe des Getreide- und Öl-Futures-Marktes Zhengzhou in China gegründet. Im Jahr 1990 genehmigte der Staatsrat den experimentellen Betrieb des China Zhengzhou Grain Wholesale Market (CZGWM). Im März 1991 wurde Chinas erster Vorabvertrag unter der Organisation und Aufsicht von CZGWM ausgeführt. Im Jahr 1992 führte Vizepremier Zhu Rongji eine Inspektion bei CZGWM durch.
1993 führte die CZCE Terminkontrakte für Weizen, Mais, Sojabohnen, Mungobohnen und Sesam ein. 1994 wurden Verträge für Erdnusskerne, Sojabohnenpulver und rote Bohnen eingeführt und eine Nachmittagssitzung begann. Im Jahr 1996 führte Jiang Zemin, Generalsekretär der Kommunistischen Partei Chinas, Präsident der Volksrepublik China (VR China) und Vorsitzender der Zentralen Militärkommission, eine Inspektion des CZCE durch. Im Jahr 2001 wurden ZCE und ZCGWM in zwei autonome Einheiten aufgeteilt. Im Jahr 2003 erreichte das Handelsvolumen 49,82 Millionen Kontrakte, was einer Steigerung von 17,3 Prozent gegenüber dem Vorjahr entsprach. Im Jahr 2006 wurden an der ZCE Terminkontrakte für Weißzucker eingeführt, die auch das erste China (Shenzhen) Sugar Industry Peak Forum sponserte. Im Jahr 2009 veranstaltete die ZCE die Eröffnungsglockenzeremonie für Futures auf frühen Indica-Reis. Am 1. Dezember 2020 erhielt Zhengshang von der Monetary Authority of Singapore die Zulassung als anerkannter Marktbetreiber in Singapur.